# Березинка (Закарпатская область)
Березинка (укр. Березинка) — село в Верхнекоропецкой сельской общине Мукачевского района Закарпатской области Украины.
Население по переписи 2001 года составляло 624 человека. Почтовый индекс — 89665. Телефонный код — 3131. Занимает площадь 0,799 км². Код КОАТУУ — 2122785002.